# Боран, Бехидже
Бехидже Бора́н (тур. Behice Boran, тат. Бәһиҗә Садыйк кызы Боран; 1 мая 1910, Бурса, Османская империя — 10 октября 1987, Брюссель, Бельгия) — турецкая политическая деятельница и ученая-социолог, марксистка. Была первой женщиной-социологом и первой женщиной-лидером партии в турецкой истории. Критический голос левых, Боран, неоднократно подвергавшаяся преследованиям и тюремным заключениям, умерла в изгнании после военного переворота 1980 года.

## Биография
Боран родилась в Бурсе в семье казанских татар, иммигрировавших в Османскую империю в 1890-х годах. Окончив Американский женский колледж в Стамбуле (Турция) в 1931 году, она поступила изучать социологию в Мичиганском университете в Соединённых Штатах, где получила докторскую степень в 1939 году и увлеклась марксизмом. Вернувшись на родину, работала доцентом отделения социологии на факультете языка, истории и географии Университета Анкары.
Она также вступила в подпольную Коммунистическую партию Турции (TKP) и начала сотрудничать в левых периодических изданиях «Юрт ве дюнья» (Yurt ve Dünya — Родина и мир) и «Адымлар» (Adımlar), за что уже в 1948 году была уволена из университета как приверженка левых взглядов. Отошла от деятельности компартии после ликвидации структур той вследствие репрессий 1951 года.
В 1950 году основала и возглавила Турецкое общество сторонников мира, протестовавшее против вовлечения правительством Аднана Мендереса Турции в Корейскую войну. За это была арестована и лишена свободы на 15 месяцев. В 1962 году вступила в новую левосоциалистическую Рабочую партии Турции (РПТ). Представляя её, была в 1965 году избрана депутатом турецкого парламента от Урфы.
Когда был снят руководитель РПТ Мехмет Али Айбар, в духе «новых левых» критиковавший ввод советских войск в Чехословакию в 1968 году и советскую модель, его во главе партии в 1970 году сменила Боран. После государственного переворота 12 марта 1971 года и запрета политических партий руководство РПТ было арестовано, Боран была приговорена к 15 годам лишения свободы. Выйдя на свободу по амнистии в 1974 году, она воссоздала РПТ в 1975 году.
После военного переворота 12 сентября 1980 года, вновь запретившего деятельность партий, Боран несколько месяцев провела под домашним арестом, а в 1981 году отправилась в изгнание в Европу. Лишённая гражданства Турции, она была политической беженкой в Софии, Брюсселе и Дюссельдорфе. В 1987 году, за несколько дней до своей кончины, объявила об объединении Рабочей и Коммунистической партии Турции. Умерла от болезни сердца в Брюсселе в возрасте 77 лет. Её тело было доставлено в Стамбул, а её похороны на кладбище Зинджирликую, в которых приняли участие депутаты меджлиса и другие официальные лица, превратились в массовую манифестацию, первое публичную демонстрацию левых сил после переворота 1980 года.
Боран оставила значительное научное и публицистическое наследие, а также переводы Платона, Джона Стейнбека, Говарда Фаста и Харли Гранвилл-Баркера. Отстаивала универсальность теории и практики социализма, вне зависимости от контекста.